# Histeridomyces tishechkinii
Histeridomyces tishechkinii är en svampart som beskrevs av A. Weir 2001. Histeridomyces tishechkinii ingår i släktet Histeridomyces och familjen Laboulbeniaceae.   Inga underarter finns listade i Catalogue of Life.